# Угрин Юрій Юрійович
Юрій Юрійович Угрин — солдат Збройних сил України, учасник російсько-української війни, відзначився у ході російського вторгнення в Україну.
Народився на Закарпатті. У підлітковому віці вступив у військово-патріотичну організацію «Карпатська Січ», де на мілітарних вишколах освоював основи військової тактики, поводження зі зброєю тощо. Пізніше став на військову службу в ЗСУ, із початком російського вторгнення бере активну участь у бойових діях.

## Нагороди
- орден «За мужність» III ступеня (2022) — за особисту мужність і самовіддані дії, виявлені у захисті державного суверенітету та територіальної цілісності України, вірність військовій присязі.